# Roderick Buchanan
Roderick Buchanan (1965) è un artista scozzese, che si occupa di installazione, fotografia e video.
Dopo aver frequentato la Bishopbriggs Academy, frequentò la Glasgow School of Art negli anni ottanta. Qui, frequentò il gruppo chiamato The Irascibles assieme ad altri studenti quali Douglas Gordon, Ross Sinclair, Jaqueline Donachie, Christine Borland e Martin Boyce.
Work in Progress (1995) è un set fotografico con oggetto calciatori amatoriali scozzesi indossanti le divise del Milan e dell'Inter. Il suo film del 2004, History Painting, riguardante indiani e soldati scozzesi, gli fu commissionato dal British Council.
Nel 2000 vinse il Beck's Futures (prima edizione del premio) per l'opera Gobstopper. Sempre agli inizi del millennio, il calciatore John Carew fu oggetto di una sua opera d'avanguardia. Nel 2004 ricevette il premio Paul Hamlyn.
Ebbe delle mostre dedicate al Dundee Contemporary Arts (2000) e al Camden Arts Centre (2005). Lavorò alla collezione della Tate Gallery e alla National Galleries of Scotland.